# Darrun Hilliard
Darrun Hilliard II (nascut el 13 d'abril de 1993 a Bethlehem, Pennsilvània) és un jugador de bàsquet nord-americà que pertany a la plantilla dels San Antonio Spurs de l'NBA. Amb 1,98 metres d'alçada, juga en les posicions d'escorta o aler.